# Żabno (województwo podkarpackie)
Żabno – wieś w Polsce położona w województwie podkarpackim, w powiecie stalowowolskim, w gminie Radomyśl nad Sanem.
| SIMC    | Nazwa      | Rodzaj    |
| ------- | ---------- | --------- |
| 0805407 | Błonie     | część wsi |
| 0805413 | Gościniec  | część wsi |
| 0805420 | Zagroble   | część wsi |
| 0805436 | Zagumnie   | część wsi |
| 0805442 | Zajezierze | część wsi |

Wieś duchowna  położona była w drugiej połowie XVI wieku w powiecie urzędowskim województwa lubelskiego. W latach 1975–1998 miejscowość należała administracyjnie do województwa tarnobrzeskiego. W Żabnie od 1967 działa klub piłkarski Ludowy Zespół Sportowy Żabno (LZS Żabno), oscylujący pomiędzy poziomami ligowymi B klasy i A klasy.